# Arthur Symons

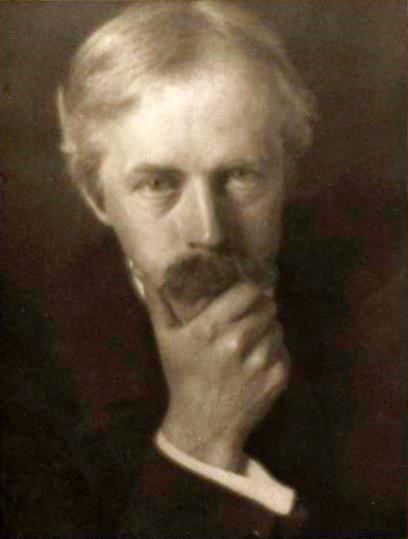
Arthur Symons (1906)

Arthur William Symons, född den 28 februari 1865 i Milford Haven, Pembrokeshire, död den 22 januari 1945 i Wittersham, Kent, var en engelsk författare.
Symons vistades långa tider i Frankrike och Italien, varav hans alstring tog avgörande intryck. Han var verksam både som tidningsman (i Athenaeum 1891, Saturday Review 1894, Savoy 1896) och vitter författare. Days and nights (1889) är dramatiska monologer; Silhouettes (1892), London nights (1895), Amoris victima (1897), Images of good and evil (1899), A book of twenty songs (1905), The fool of the world (1906) och Knave of hearts (1913), diktsamlingar, som utmärks av stark erotisk läggning och ett betydande inflytande från den samtida franska poesin, särskilt  Verlaine, i stil och ämnesval; Poems i 2 band (1902) är ett urval. Som litteraturkritiker var han mycket alsterrik, alltifrån utgivningen av en studie över Robert Browning 1886; essaysamlingar är Studies in two literatures (1897), The symbolist movement in literature (1899; 2:a upplagan 1908; själv starkt påverkad av symbolismen, för han dess talan), Plays, acting and music (1903), Studies in prose and verse (1904), Studies in seven arts (1906), William Blake (1907), The romantic movement in english poetry (1909) och Figures of several centuries. Symons gav dessutom ut lyriska stadsskildringar, Cities (1903), A book of parodies (1908), Shakespearetexter (1884–1886 och 1888–1889) med mera samt översatte Gabriele d'Annunzio och Emile Verhaeren. Han gav vidare ut bland annat Tragedies (1916), Tristan and Iseult (1917), Cities and sea coasts and islands (1918), Colour studies in Paris (samma år), The toy cart (1919), Studies in elizabethan drama (1920), Charles Baudelaire (1921), Studies on modern painters (1926) och Dramatis personæ (samma år, 20 essayer).